# Diocese de Itapipoca
A Diocese de Itapipoca (Dioecesis Itapipocana) é uma circunscrição eclesiástica da Igreja Católica no estado do Ceará. É sufragânea da Arquidiocese de Fortaleza.
Está situada no norte do estado do Ceará, fazendo limites com as seguintes circunscrições eclesiásticas: Arquidiocese de Fortaleza e a Diocese de Sobral, abrangendo os seguintes municípios ou distritos: Itapipoca, Itapajé, Trairi, Amontada, Itarema, Pentecoste, Uruburetama, Tururu, Umirim, Paraipaba, Miraíma, Paracuru, Irauçuba, Tejuçuoca, São Luís do Curu, Icaraí de Amontada, Apuiarés, Mundaú, Juritianha e General Sampaio.

## Bispos diocesanos
Ao longo de sua história, a diocese teve quatro bispos.
|        | Nome                               | Período    | Notas                                     |
| Bispos | Bispos                             | Bispos     | Bispos                                    |
| ------ | ---------------------------------- | ---------- | ----------------------------------------- |
| 4º     | Rosalvo Cordeiro de Lima           | 2020-atual |                                           |
| 3º     | Antônio Roberto Cavuto, O.F.M.Cap. | 2005-2020  | Bispo emérito                             |
| 2º     | Benedito Francisco de Albuquerque  | 1985-2005  | Bispo emérito                             |
| 1º     | Paulo Eduardo Andrade Ponte        | 1971-1984  | Nomeado arcebispo de São Luís do Maranhão |